# Sociologie marxiste
 (novembre 2018).
Si vous disposez d'ouvrages ou d'articles de référence ou si vous connaissez des sites web de qualité traitant du thème abordé ici, merci de compléter l'article en donnant les références utiles à sa vérifiabilité et en les liant à la section « Notes et références ».
La sociologie marxiste, aussi nommée sociologie marxisante s'inspire du marxisme sans en prendre les aspects idéologiques. La sociologie marxiste utilise des concepts et démarches issus de la pensée de Karl Marx, Friedrich Engels, ou d'autres intellectuels marxistes ultérieurs comme Antonio Gramsci. C'est bien souvent la perspective non-révolutionnaire qui la distingue du marxisme[Quoi ?]. On retrouve très souvent dans cette orientation scientifique des études sur les rapports dominant/dominé. Ce genre de démarche est assez présent dans la sociologie structuraliste ou bourdieusienne.
Si la sociologie marxisante délaisse les questions de lutte des classes et rapports de classes, elle étudie davantage les rapports entre groupes sociaux[réf. nécessaire].

## Au Québec
Au Québec la sociologie marxiste ou marxisante a pris son essor en 1964. Maurice Lagueux précise : « on peut voir dans la fondation de la revue Parti pris en 1963 le début de l’affirmation publique au Québec d’un mouvement qui allait se développer comme une traînée de poudre [...] dans les milieux académiques et syndicaux. »